# Baptiste Giabiconi
Baptiste Giabiconi, född 9 november 1989 i Marignane, Bouches-du-Rhône, är en fransk fotomodell och sångare. Han har arbetat för bland annat Chanel, Fendi och Karl Lagerfeld.

## Biografi
Giabiconi föddes i en korsikansk familj. Hans far är från Bastia och hans mor från Calvi. I januari 2007 föreslog en talangscout, som såg honom i en sportklubb i Marseille, att han skulle skicka in en ansökan till ett lokalt modellagentur i Marseille, som drevs av en lokal fotograf. Giabiconi sammanställde en portfolio som skickades till ett antal modeagenter, dock utan resultat. 2008 skrev Giabiconi kontrakt med DNA Model Management i New York.
Samma år utsåg Karl Lagerfeld Giabiconi som det manliga ansiktet för Chanel. 2010 medverkade han i annonser för Schwarzkopf, och blev ansiktet utåt för deras produkter. 2011 medverkade han i annonser för den tyska biltillverkaren Volkswagen tillsammans med Karl Lagerfeld. Han var även med i en kampanj för en serie parfym, klockor och glasögon från varumärket Karl Lagerfeld.
Han har även medverkat i modemagasin som bland annat Vogue (inklusive Vogue Paris, Vogie Japan och Vogue Germany), Elle, Harper's Bazaar, Marie Claire, Giorgio Armani och L'Officiel Hommes, Interview, Wallpaper.

### Karl Lagerfeld
2008, när han bara var 18 år gammal, blev Baptiste Giabiconi en av designern Karl Lagerfelds musor. I en avslöjande bok med titeln Karl et moi som publicerades den 27 mars 2020 skrev Giabiconi omfattande om deras förhållande och beskrev det som mer platoniskt än köttsligt. Giabiconi kallade även Lagerfeld för Min Karl, min lilla Karl och ibland min kärlek". Sitt djupa förhållande med Lagerfeld ledde till att Lagerfeld övervägde att uppta honom som sin adopterade son.
Giabiconi var även ursprunglig ägare till katten Choupette, som han senare gav till Lagerfeld. Giabiconi lämnade Choupette hos Lagerfeld då han åkte för att hälsa på sin mor under julen 2011, men gav henne senare som en gåva till Lagerfeld.

## Musikkarriär
Giabiconi släppte sin debutsingel "Showtime" 2010. 2012 tillkännagav han att sitt debutalbum med titeln Oxygen var under inspelning. Albumet släpptes i september 2012 och gick direkt in på förstaplatsen på SNEP French Album Chart.
Giabiconis största musikaliska framgång kom 2016 med en cover på Donna Summers hit Love to Love You Baby. Tillsammans med låten släpptes även en erotisk musikvideo. Låten toppade på fjärde plats på franska singellistan.